# Athemistus puncticollis
Athemistus puncticollis är en skalbaggsart som beskrevs av Francis Polkinghorne Pascoe 1867. Athemistus puncticollis ingår i släktet Athemistus och familjen långhorningar. Inga underarter finns listade.